# Patrick Maria Schöder
Patrick Maria Schöder OSB (* 1983 in Durban, Südafrika als Erich Thomas Schöder) ist ein österreichischer römisch-katholischer Priester, Benediktiner, Bischofsvikar der Diözese St. Pölten und  66. Abt von Stift Göttweig.

## Leben
Schöder kam 1983 in Durban in Südafrika als Sohn eines Österreichers und einer Südafrikanerin zur Welt. Als er 15 Jahre alt war, übersiedelten die Eltern nach Österreich, wo er das Aufbaugymnasium in Horn besuchte und später in das Priesterseminar St. Pölten eintrat. In dieser Zeit knüpfte Schöder erste Kontakte zum Stift Göttweig. Als seine Eltern 1998 nach Südafrika zurückkehrten, blieb Schöder in Österreich, um seine Schulausbildung zu beenden. Der damalige Abt von Göttweig, Clemens Lashofer übernahm für den Minderjährigen die Erziehungsvollmacht.
Als Priesterseminarist studierte Schöder in St. Pölten und Salzburg Theologie, Religionspädagogik und Anglistik. 2006 trat er in das Noviziat des Stiftes Göttweig ein und nahm den Ordensnamen Patrick Maria an. Im Jahr 2010 beendete er sein Studium an der Universität Salzburg mit einer exegetischen Diplomarbeit zum Begriff der Versuchung. Nach seiner Feierlichen Profess 2010 empfing er am 24. Juni 2011 durch Bischof Maximilian Aichern die Priesterweihe. Danach wirkte Schöder bis 2014 als Kaplan in den Pfarren Rabenstein an der Pielach, Hofstetten-Grünau und in Loich. Seit 2013 unterrichtet Schöder Religion und Englisch an der BHAK/BHAS Krems. 2014 wurde er von Bischof Klaus Küng zum Studentenseelsorger in Krems bestellt. Schöder hat die Rektoratsgemeinde der Piaristenkirche Krems neu aufgebaut und sie mit der Studentenseelsorge verknüpft. Von 2016 bis 2020 war er Hausgeistlicher und Religionslehrer an der International School Krems.
Im September 2020 folgte in Linz seine Investitur in den Ritterorden vom Heiligen Grab zu Jerusalem durch Erzbischof Alois Kothgasser, wo er seit September 2024 im Rang eines Komturs steht. Am 12. Februar 2021 wurde er von Bischof Alois Schwarz zum Bischofsvikar für Schule, Hochschule und Studierendenseelsorge ernannt. Im Mai 2024 wurde er in den konstantinischen St. Georgs-Ordens im Rang eines Ehren-Offiziers aufgenommen und wurde im Juni 2024 zum Kaplan des Hausordens von Bourbon-Sizilien für Österreich ernannt.
Am 8. Jänner 2025 wurde Schöder durch den Konvent für eine Amtszeit von 12 Jahren zum 66. Abt des Stiftes Göttweig gewählt. Er folgt Columban Luser nach. Am 22. Februar 2025 fand die Abtsbenediktion durch Diözesanbischof Alois Schwarz im Stift Göttweig statt.
Der Wahlspruch des neuen Abtes lautet: „Mein bist Du!“ (Jes. 43,1) Sein Abtswappen ist geviert, zeigt oben und unten das Göttweiger Stiftswappen sowie vorne und hinten ein dreiblättigres grünes Kleeblatt mit Königs-Protea als Reverenz auf Schöders südafrikanische Herkunft. Darunter hängt auf einem schwarzen Band das Komturkreuz des Ritterordens vom Heiligen Grab zu Jersualem.